# Реутова, Маргарита Викторовна
Маргарита Викторовна Реутова (род. 19 января 1940, Пермь) — советский график-пейзажист, педагог.
Родилась 19 января 1940 года в Перми. В 1966 году окончила художественно-графический факультет Нижне-Тагильского государственного педагогического института. Преподавала в детских художественных школах Тюмени (1967—1980) и Ярославля (1967—1995). Член Союза художников СССР с 1975 года.
Участник областных (Тюмень, Ярославль), региональных, республиканских, всесоюзных, зарубежных (Германия, Италия) выставок и многих международных (Германия, Италия, Франция и др.) выставок. Персональные выставки — Тюмень (1978), Бавария (Германия, 1997), Найла (Германия, 1998), Ярославль (2000, 2002, 2005).
Награждена серебряной медалью и именным Памятным знаком Международного конкурса «Fiera di Roma», Италия (Рим, 1993). Произведения находятся в собрании Третьяковской галереи, музейных собраниях Ярославля, Тюмени, Салехарда, Улан-Удэ, Касимова, в картинных галереях Флоренции, Ареццо (Италия), Найла (Германия), в российских и зарубежных частных коллекциях.
Мать художника-гравёра Дениса Реутова.